# أرتور سالازار فالنسيا
أرتور سالازار فالنسيا (بالإسبانية: Arturo Salazar) هو مدرس وفيزيائي وباحث تشيلي، ولد في 2 ديسمبر 1855 في مدينة أنداكولو في تشيلي، وتوفي في 3 أبريل 1943.